# Ursa lunula
Ursa lunula är en spindelart som först beskrevs av Hercule Nicolet 1849.  Ursa lunula ingår i släktet Ursa och familjen hjulspindlar. Inga underarter finns listade i Catalogue of Life.